# Ледион Личо
Ледион Личо (на албански: Ledion Liço) е албански мениджър на телевизионни и радио програми, продуцент и певец.

## Биография
Личо е роден в Лесковик в Югоизточна Албания, близо до границата с Гърция, на 13 юни 1986 г. Има 2 братя и сестра. По време на гимназиалните си години участва в няколко музикални програми по телевизията: в телевизионната програма Караоке на „Vizion Plus“ (2001), в Ethet e së premtes mbrëma (2002), в позицията на поляка на Top Channel (2003).
Започва работа в радио „Топ Албания“ (част от „Top Channel“) през 2004 г.
Личо е сред най-известните телевизионни водещи в Албания и от 2006 г. ръководи „Top Fest“ на Top Channel – един от най-популярните музикални фестивали в страната. От стартирането на програмата през 2011 г. ръководи и „The Voice of Albania“.